# 獨樹山之役
獨樹山之役（英語：Battle of One Tree Hill）是澳洲歷史上发生在欧洲殖民者与原住民之间最知名的武裝衝突，發生於1840年代。

## 戰役起因與經過
戰役的發生，源於來自歐洲的定居者與澳洲達林唐斯的原住民發生一連串的武裝衝突。
1843年9月，原住民領袖Multuggera對位於獨樹山（現稱Tabletop Mountain，位於圖文巴附近）、來自摩頓灣對面的寮屋居民進行伏擊。
及後居民進行報復戰，原住民離開獨樹山並逃至洛克耶谷，但後來他們在被追蹤之下而最終被軍隊擊殺。

## 紀念工作
關於這場戰役的一座紀念碑於2005年12月建成，並於2008年2月簽署原住民土地使用協議，以確保相關原住民土地得以保護之餘，亦能擴展當地的社區用途。
2010年，澳洲國立圖書館以12萬澳元從當地人Thomas John Domville Taylor購入一幅相信是由目擊者所繪、描述本戰爭後果的手稿，而這份手稿亦是少於十份關於歐洲定居者對原居民的攻擊之目擊者的視覺描述之一。